# Macbeth Neo Film Opera
Macbeth Neo Film Opera è un film italiano del 2017 diretto da Daniele Campea.
Tratto dalla tragedia di William Shakespeare, con musiche di Giuseppe Verdi e girato in bianco e nero, il film è una simbiosi tra cinema, opera e teatro. Si tratta del primo caso nella storia del cinema in cui Macbeth è interpretato da una donna invece che da un uomo, ingaggiata allo scopo di conferire al personaggio caratteristiche androgine peculiari.

## Trama
Macbeth ascolta la profezia delle tre streghe che gli annunciano l’imminente conquista del trono di Scozia, precipitandolo in una spirale di violenza, solitudine e follia senza ritorno.

## Produzione
Prodotto da Creatives, in collaborazione con Fondazione Pescarabruzzo, il film è stato girato in otto giorni in un'ex fabbrica abbandonata nel comune di Popoli; le riprese degli esterni sono state effettuate all'interno dei parchi naturali d'Abruzzo.

## Distribuzione
Distribuito da Distribuzione Indipendente, Macbeth Neo Film Opera è uscito nelle sale il 14 giugno 2018.

## Premi
Il film è stato presentato al 63° Taormina Film Fest,, e ha vinto il premio Opera Prima al festival Presente Italiano 2018 e il Premio Nazionale Franco Enriquez 2021. 